# Medios de comunicación del Bloque del Este
Los medios de comunicación del Bloque del Este estaban controlados directamente por el partido comunista de cada país, que controlaba la prensa estatal, la censura y los órganos de propaganda. La propiedad del Estado y del partido de los medios impresos, la televisión y la radio sirvió de manera importante para controlar la información y la sociedad a la luz de los liderazgos del Bloque del Este que vieron, incluso, a grupos marginales de oposición de intelectuales como una amenaza potencial a las bases que subyacían en el poder comunista mismo.
La elusión de los controles de difusión se produjo, en cierta medida, por la recepción samizdat y limitada de la radio y televisión occidentales. Además, algunos regímenes restringieron fuertemente el flujo de información procedente de sus países de fuera del bloque del Este regulando, en gran medida, los viajes de los extranjeros y la segregación de los viajeros aprobados por la población nacional.

## Antecedentes

Mapa del Bloque del Este y sus miembros.

### Creación del bloque
Los bolcheviques tomaron el poder en Rusia tras la Revolución de Octubre de 1917. Durante la Guerra Civil Rusa posterior, coincidiendo con la entrada del Ejército Rojo en Minsk en 1919, se declaró a Bielorrusia la República Socialista Soviética de Bielorrusia. Después de más conflicto y un año más tarde, fue declarada oficialmente la República Socialista Soviética de Bielorrusia en 1920. Con la derrota de la República Popular Ucraniana Occidental en la guerra polaco-ucraniana en 1919 su territorio fue incorporado a la Segunda República polaca. Tras la derrota de la República Popular Ucraniana en la guerra polaco-soviética y la firma de la Paz de Riga de marzo de 1921, el centro y el este de Ucrania fueron anexionados a la Unión Soviética constituyendo la República Socialista Soviética de Ucrania.
En 1922, la República Socialista Federativa Soviética de Rusia, la República Socialista Soviética de Ucrania, la República Socialista Soviética de Bielorrusia y la República Socialista Federativa Soviética de Transcaucasia, mediante el Tratado de Creación de la URSS, se fusionaron formando la Unión de Repúblicas Socialistas Soviéticas (URSS).
Al final de la Segunda Guerra Mundial, todas las capitales de Europa Central y Oriental fueron controlados por la Unión Soviética. Durante las etapas finales de la guerra, la Unión Soviética comenzó la creación del Bloque del Este, ocupando varios países que originalmente estaban cedidos a ella por la Alemania nazi mediante el protocolo adicional secreto del Pacto Mólotov-Ribbentrop, convirtiéndolos en Repúblicas Socialistas Soviéticas. Estos incluyeron el este de Segunda República polaca (incorporado a dos diferentes repúblicas socialistas soviéticas), Letonia (se convirtió en la República Socialista Soviética de Letonia), Estonia (se convirtió en la República Socialista Soviética de Estonia), Lituania (se convirtió en República Socialista Soviética de Lituania), parte del este de Finlandia (se convirtió en la República Socialista Soviética Carelo-Finesa) y el noreste de Rumanía (se convirtió en la República Socialista Soviética de Moldavia). En 1945, estos países anexionados sumaron, aproximadamente, 180.000 kilómetros cuadrados adicionales, o un poco más que el área de Alemania Occidental, Alemania Oriental y Austria juntas.
Por otro lado, varias naciones formalmente independientes se convirtieron en estados satélites soviéticos, como la República Popular de Polonia, la República Popular de Hungría, la República Socialista de Checoslovaquia, la República Popular de Rumania, la República Popular de Albania, y más tarde la República Democrática Alemana. La República Federal de Yugoslavia se consideraba también parte del Bloque hasta la fractura entre Tito y Stalin ocurrida en 1948, seguida por la formación del Movimiento de Países No Alineados.

### Condiciones
A lo largo del bloque del Este, tanto en la propia URSS como en los otros países que lo componían, a la RSFS de Rusia y al pueblo ruso se les dio gran importancia y fueron considerados la naibóleie vydaiúschaiasia nátsiya (la nación prominente) y el rukovodiaschi narod (el pueblo líder). Los soviéticos alentaron la admiración de todo lo ruso y la reproducción de sus propias jerarquías estructurales comunistas en cada uno de los estados del Bloque.

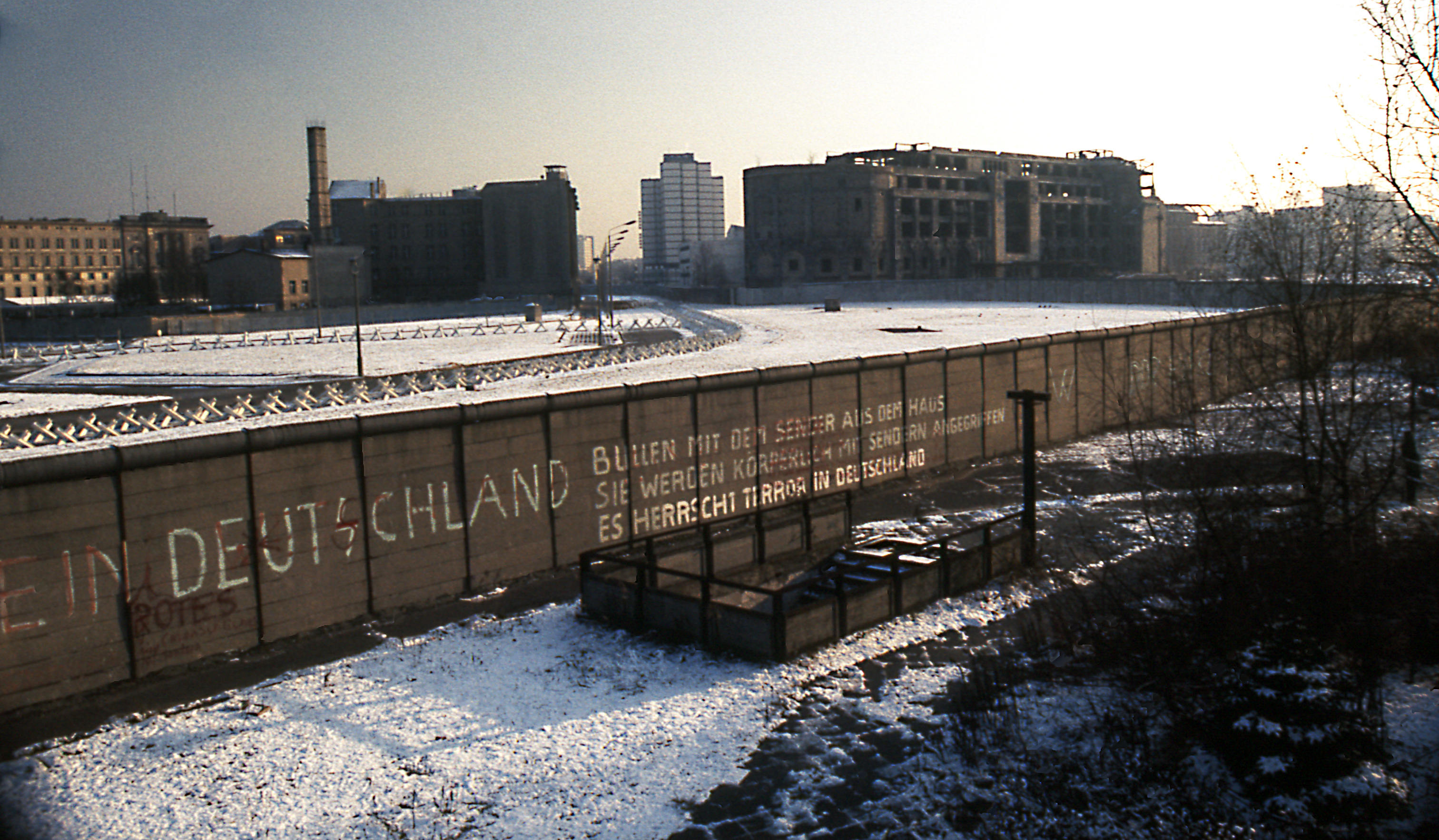
El Muro de Berlín en 1975.

La característica que define al comunismo como se aplicaba en el Bloque del Este fue la simbiosis única del Estado con la sociedad y la economía, lo que resultó en que la política y la economía perdían sus características distintivas como esferas autónomas y distinguibles. Al principio, Stalin dirigió los sistemas occidentales que rechazaron características institucionales de las economías de mercado, la gobernanza democrática (llamada "democracia burguesa" en la jerga soviética) y el Estado de Derecho se sometió a intervención discrecional del Estado. Los soviéticos ordenaron la expropiación y estatización de la propiedad privada.
Los "regímenes de réplica" de estilo soviético que surgieron en el Bloque no solamente reprodujeron las economías dirigidas por soviéticos, sino también adoptaron los métodos empleados por Iósif Stalin y la policía secreta soviética para suprimir la oposición real y potencial. Los regímenes comunistas del Bloque del Este vieron incluso grupos marginales de oposición de intelectuales como una amenaza potencial debido a la base subyacente del poder comunista. La supresión de la disidencia y la oposición es un requisito previo fundamental para la seguridad del poder comunista en el Bloque del Este, aunque el grado de oposición y supresión disidente varió por país y periodo.
Mientras que más de 15 millones de residentes del bloque del Este emigraron hacia el oeste desde 1945 a 1949, la emigración se detuvo de manera efectiva en la década de 1950, con el enfoque soviético para controlar el movimiento nacional imitado por la mayoría del resto de los países satélites. Por otra parte, el Bloque del Este experimentó un mal desarrollo económico por parte de los planificadores centrales en estos países tras una trayectoria de un intenso desarrollo y, por lo tanto, muy por detrás de sus homólogos occidentales europeos en cuanto al producto interno bruto per cápita.

## Restricciones a los medios y la información

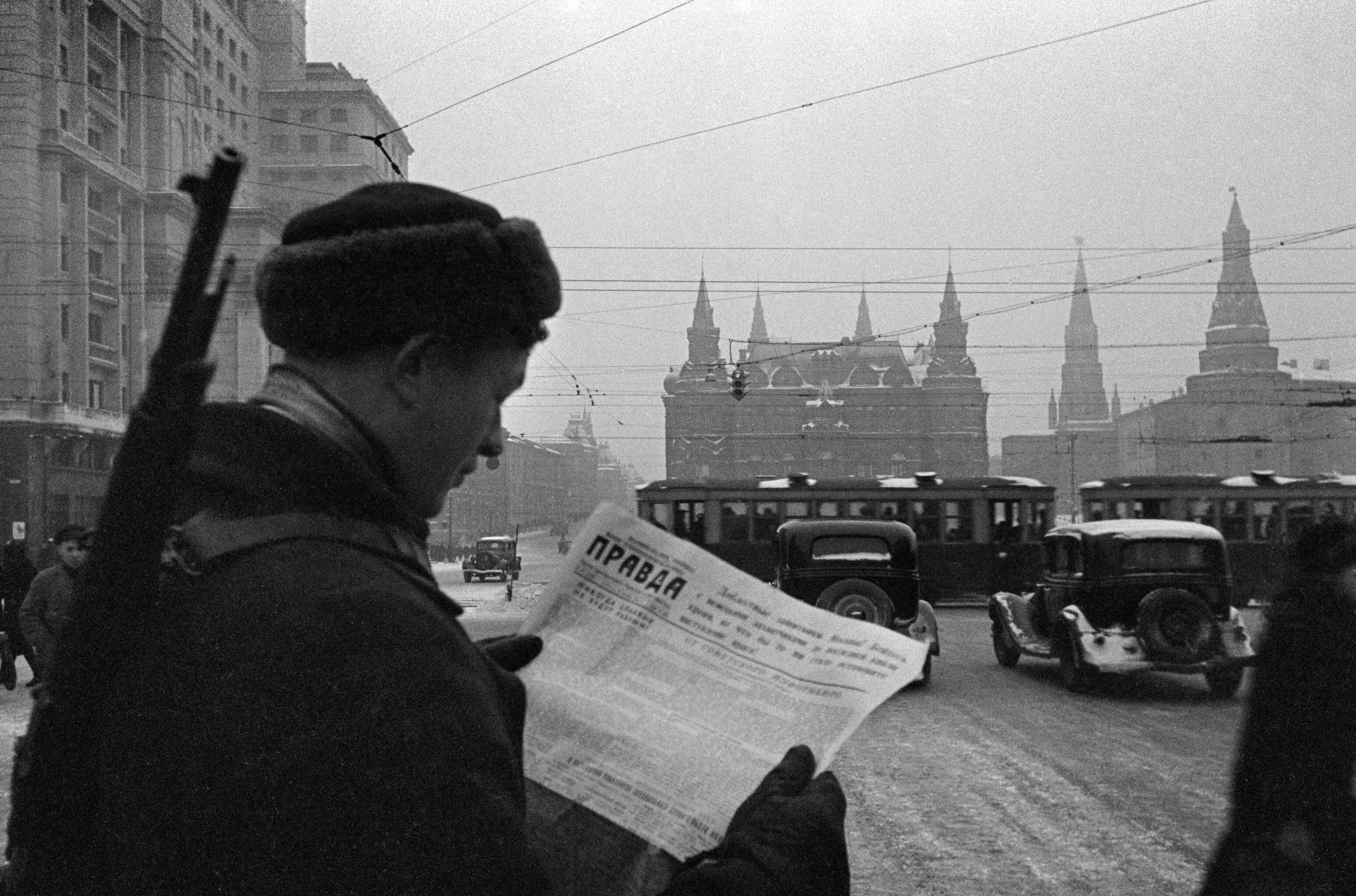
Un solado del Ejército Rojo lee una edición del Pravda, periódico oficial soviético, en Moscú en octubre-diciembre de 1941.

En el bloque oriental el estado poseía y operaba los medios de comunicación de masas. Las autoridades gobernantes vieron los medios de comunicación como una herramienta de propaganda, se practicó la censura y ejercercieron un control casi total sobre la difusión de información. La prensa en los países comunistas era un órgano totalmente dependiente del estado. Hasta finales de 1980, todas las organizaciones del Bloque Oriental de radio y televisión eran de propiedad estatal (y estrictamente controlada), mientras que los medios impresos estaban poseídos, generalmente, por organizaciones políticas, sobre todo por el partido comunista local.
Los periódicos y revistas juveniles eran propiedad de las organizaciones juveniles afiliadas al partido comunista. El órgano de gobierno de la Unión Soviética era el "Comité Estatal de Televisión y Radiodifusión de la Unión Soviética" o Gosteleradio URSS (Государственный комитет по телевидению и радиовещанию СССР, Гостелерадио СССР), que estuvo a cargo tanto de la televisión y la radio en la Unión Soviética (en:Radio in the Soviet Union).
El Partido Comunista ejerció el control sobre los medios de comunicación y fue responsable de la censura. Los medios sirvieron como una importante forma de control sobre la información y por ende de la sociedad. Las autoridades del Bloque del Este vieron la difusión y representación del conocimiento como vital para la supervivencia del comunismo y, por lo tanto, encubrieron conceptos alternativos y las críticas. Fueron publicados varios periódicos estatales del Partido Comunista. La radio era inicialmente el medio dominante, mientras que la televisión no era muy considerada en la lista de prioridades cuando se elaboraron los Planes quinquenales durante la industrialización de la década de 1950.

### Censura y anulación de la disidencia
La estricta censura existía en el Bloque del Este, aunque era a veces eludida por quienes se dedicaban al samizdat. Las instituciones de censura en los países del Bloque se organizaron de manera diferente. Por ejemplo, la censura en Polonia se identificó claramente mientras pero estaba estructurada vagamente, aunque no menos eficaz que en Hungría. La censura estricta se introdujo en la República Popular de Albania y la República Federal de Yugoslavia en 1944, aunque se relajó un poco en Yugoslavia tras la ruptura de Tito y Stalin de 1948. A diferencia del resto del Bloque del Este, existió relativa libertad durante tres años en Checoslovaquia hasta que la censura de estilo se aplicó plenamente en 1948, junto con el golpe de Estado de Checoslovaquia de 1948.
 
A lo largo del Bloque, los diferentes ministerios de cultura realizaron un estricto control sobre los escritores. Los productos culturales reflejaban que la propaganda necesitaba del estado y los censores aprobados del partido ejercían un estricto control en los primeros años. Durante el período estalinista, incluso los pronósticos climáticos se cambiaban si hubiera otra voz que sugiriese que el sol no brillaría el Primero de Mayo. En virtud de Nicolae Ceauşescu en República Popular de Rumania, los informes climáticos fueron alterados para que no se viese que las temperaturas se elevasen o se desplomasen alrededor de los niveles que dicta que el trabajo debe detenerse.
En cada país, los organismos dirigentes del Partido Comunista gobernante ejercían el control jerárquico del sistema de censura. Cada Partido Comunista mantenía un departamento de su aparato del Comité Central para supervisar a los medios de comunicación. Los censores emplearon herramientas auxiliares, tales como capacidad para iniciar o cerrar cualquier periódico, radio o televisión, licencias de los periodistas a través de los sindicatos y el poder de nombramiento. Los burócratas del partido contaban con todas las posiciones editoriales. Uno o dos representantes de los organismos de censura, según el modelo de la GLAVLIT Soviética (Administración Principal para la Protección de Secretos Oficiales y Militares), trabajó directamente en todas las oficinas editoriales. No podía ser impreso o retransmitido ningún artículo o emisión sin su previa aprobación explícita.
En un principio, Alemania del Este presentaba problemas únicos debido a las reglas de las potencias que ocuparon la Alemania dividida (por ejemplo, con respecto a los medios de control) que impedían la confiscación directa de todos los medios de comunicación. La administración de la ocupación soviética (SVAG) dirigía las políticas de censura y propaganda a los órganos de control del flujo de la información de Alemania del Este a través de su "sector de censura y propaganda". Si bien las políticas iniciales del SVAG no parecían diferir mucho de las de las zonas de ocupación occidentales que regían la desnazificación, la censura se convirtió en uno de los instrumentos más utilizados para manipular abiertamente los acontecimientos políticos, intelectuales y culturales en la Alemania del Este. Las sociedades y asociaciones artísticas que habían existido antes de la Segunda Guerra Mundial se disolvieron y todos los nuevos teatros y sociedades artísticas tenían que registrarse con la SVAG. Las exposiciones de arte estaban sometidas a prohibición general a menos que los órganos de censura las aprobasen por adelantado.

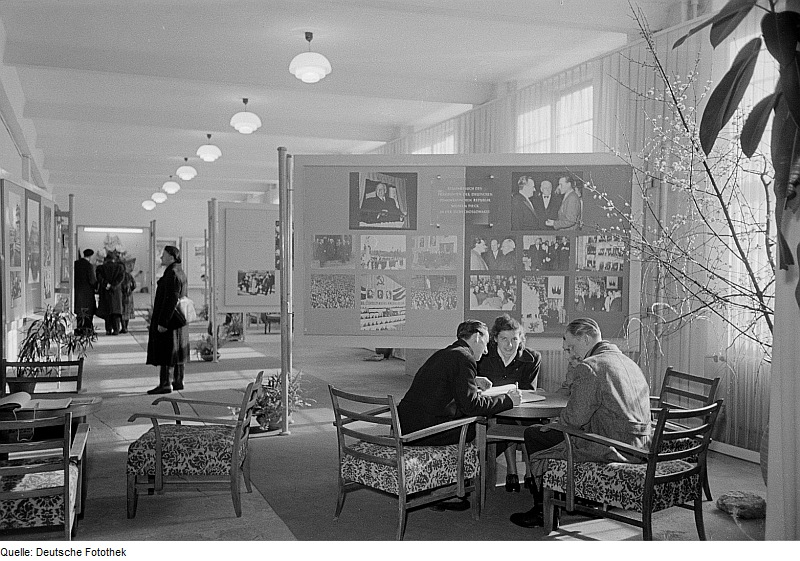
Exposición de arte en Leipzig, Alemania Oriental, en 1952.

Después del establecimiento oficial de Alemania del Este, mientras que la constitución original establecía que "no se ejercerá censura de los medios de comunicación", tanto la censura oficial como no oficial acabó ocurriendo, aunque en menor medida durante los últimos años. A partir de entonces, la censura oficial de Alemania del Este fue supervisada y llevada a cabo por dos organizaciones no gubernamentales, la Dirección General de empresas de publicación y venta de libros comerciales (Hauptverwaltung Verlage und Buchhandel, HV), y la Oficina de Derechos de Autor (Büro für Urheberrechte). El HV determinó el grado de censura y el método de la publicación de obras y su comercialización. La Oficina de Derechos de Autor evaluaba el trabajo, para decidir, posteriormente, si esta u otra publicación obtenía el permiso de publicarse tanto en Alemania del Este como en el extranjero. Para el cine se creó una "comisión de repertorio", que consistía en un Ministerium für Volksbildung (MfV), el partido gobernante SED, el sindicato de cine y la oficina de asuntos teatrales de Alemania Oriental.
No podían interpretarse ni ensayarse obras sin la aprobación ministerial previa. Después de un largo proceso de compra de visados, los visitantes occidentales que entraban a Alemania Oriental tenían su superar exhaustivas revisiones en su vehículo por si contenían "material de propaganda" occidental prohibido. Sin embargo, las autoridades de Alemania del Este encontraron extremadamente difícil evitar que sus ciudadanos escuchasen las emisoras de radio y televisión occidentales que estaban disponibles en la mayor parte de la República Democrática Alemana. Las consideraciones técnicas y diplomáticas que significaban intentos de interferencia de las estaciones occidentales fueron (a diferencia de otros países del Este) pronto abandonadas.
En la Unión Soviética, de acuerdo con la ideología y la política oficial del Partido Comunista de la Unión Soviética, el Goskomizdat censuró todo el material impreso, el Goskinó supervisó todo el cine, el Gosteleradio controlaba la radio y la televisión y el Primer Departamento en muchos organismos e instituciones, como el Comité de Estadística del Estado (Goskomstat), fue el encargado de asegurar que los secretos de estado y otra información sensible solamente llegaba a manos autorizadas. Los soviéticos destruyeron material pre-revolucionario y extranjero de las bibliotecas, dejando solamente "colecciones especiales" (Spetsjrán) accesibles mediante un permiso especial de la KGB. La Unión Soviética también censuró imágenes, incluida la eliminación de las personas represaliadas de textos, carteles, pinturas y fotografías.

#### Personas destacadas
A lo largo del Bloque del Este, los artistas o los que trataron de difundir puntos de vista disidentes fueron reprimidos y algunas de las víctimas más prominentes fueron:
- Gheorghe Ursu - poeta rumano que se desilusionó con la doctrina comunista rumana después de 1949, y fue sancionado varias veces por desobediencia.[39][40] En 1985, después de ser golpeado durante semanas por la policía rumana, fue trasladado al hospital de la cárcel de Jilava, donde murió de peritonitis en ese mismo día.[41][42][43][44][45]
- La Noche de los Poetas Asesinados - trece escritores, poetas, artistas, músicos y actores fueron ejecutados en secreto por orden de Iósif Stalin.
- Imre Nagy - ex primer ministro húngaro que había apoyado la retirada de Hungría del Pacto de Varsovia durante la revolución húngara de 1956, fue arrestado posteriormente por las autoridades soviéticas después de salir de la embajada yugoslava, y luego secretamente juzgado, declarado culpable, condenado a muerte y ejecutado en la horca en junio de 1958.[46] Su juicio y ejecución no se hicieron públicos hasta después de muerto.
- Ion Valentin Anestin - su trabajo se centró en la denuncia de Stalin y la Unión Soviética, en una serie titulada Măcelarul din Piaţa Roşie ("El carnicero de la Plaza Roja"), publicado por la revista Gluma.[47][48][49] Tras el inicio de la ocupación soviética de Rumania, a Anestin se le prohibió publicar durante un período de cinco años (1944-1949) y fue encarcelado en última instancia.[47][48][49] Murió poco después de su liberación.[47][48][49]
- Mykola Hetman - artista ucraniano arrestado en 1946 por posesión de una caricatura de Iósif Stalin que un amigo había dibujado en una caja de cigarrillos y enviado a campos del Gulag de Siberia. Es uno de los pocos artistas que registró su vida en el Gulag, donde sobrevivió dibujando bocetos de propaganda para las autoridades.
- Vasyl Stus - escritor y periodista ucraniano que escribió un libro que fue rechazado por discrepancias con la ideología soviética, detenido en 1972, pasó cinco años en prisión, detenido de nuevo en 1980 por defender a los miembros del grupo de Helsinki de Ucrania, fue condenado a diez años de prisión y posteriormente fue golpeado hasta la muerte en un campo de trabajos forzados soviético.
- Vasile Voiculescu - poeta rumano que fue encarcelado en 1958, a la edad de 74 años, a pasar cuatro años en prisión, donde enfermó y murió de cáncer meses después de su liberación.
- Arno Esch - escritor político de Alemania del Este, que fue encarcelado por el NKVD soviético en 1949, condenado a muerte por "actividades contrarrevolucionarias" y ejecutado en la prisión de Lubianka en 1951.
- Lena Constante - durante los interrogatorios reiterados por parte de la Securitate, Constante trató de defenderse de las acusaciones falsas de "titoismo" y "traición", pero, víctima de constantes palizas y torturas[50] (gran parte de su pelo fue arrancado de las raíces),[51] y se enfrentó con el testimonio de Zilber —que la implicaba a ella—, que finalmente cedió y admitió los cargos.[52]
- József Dudás - activista político húngaro que hablaba de un programa de 25 puntos que terminó con la represión soviética en Hungría a una multitud durante la revolución húngara de 1956, y fue ejecutado el año siguiente.
- Enn Tarto - disidente estonio que fue encarcelado de 1956 a 1960, 1962 a 1967, y nuevamente desde 1983 hasta 1988 para actividad antisoviética.
- Anton Durcovici - clérigo rumano abiertamente crítico con el régimen comunista, Durcovici fue puesto bajo vigilancia en 1947, arrestado por la Securitate en 1949 durante una visita a la congregación, murió a causa de las torturas infligidas en prisión y fue enterrado en una tumba sin nombre.[53][54] Las autoridades comunistas, posteriormente, intentaron borrar toda evidencia de su estancia en prisión y la mayoría de los documentos fueron destruidos.[53]
- Valeriy Márchenko - poeta ucraniano que fue detenido en 1973 y acusado de agitación y propaganda antisoviética, encarcelado durante seis años y dos de exilio, encarcelado de nuevo en 1983 por violar el artículo 62 del código penal soviético, por agitación y propaganda antisoviética y condenado a diez años de prisión y cinco años de exilio, después de lo cual enfermó y fue trasladado a un hospital después de la presión internacional, donde murió.
- Jüri Jaakson - empresario estonio y expolítico crítico del régimen soviético, que fue ejecutado por la Unión Soviética en 1941.
- Mečislovas Reinys - arzobispo lituano crítico del bolchevismo que fue detenido en 1947 y condenado a ocho años en una prisión soviética, donde murió en 1953.
- Ioann (Vasil Bodnarchuk) - Metropolita de la Iglesia ortodoxa autocéfala ucraniana detenido en 1949 por supuesta retórica nacionalista ucraniana y condenado a 20 años de trabajos forzados en las minas de cobre.

Otros artistas, como Geo Bogza, utilizaron imágenes sutiles o alegorías dentro de sus obras para criticar los regímenes. Esto no impidió el control del Estado, que en el caso de Bogza fue examinado por la Securitate.

### Medios de comunicación

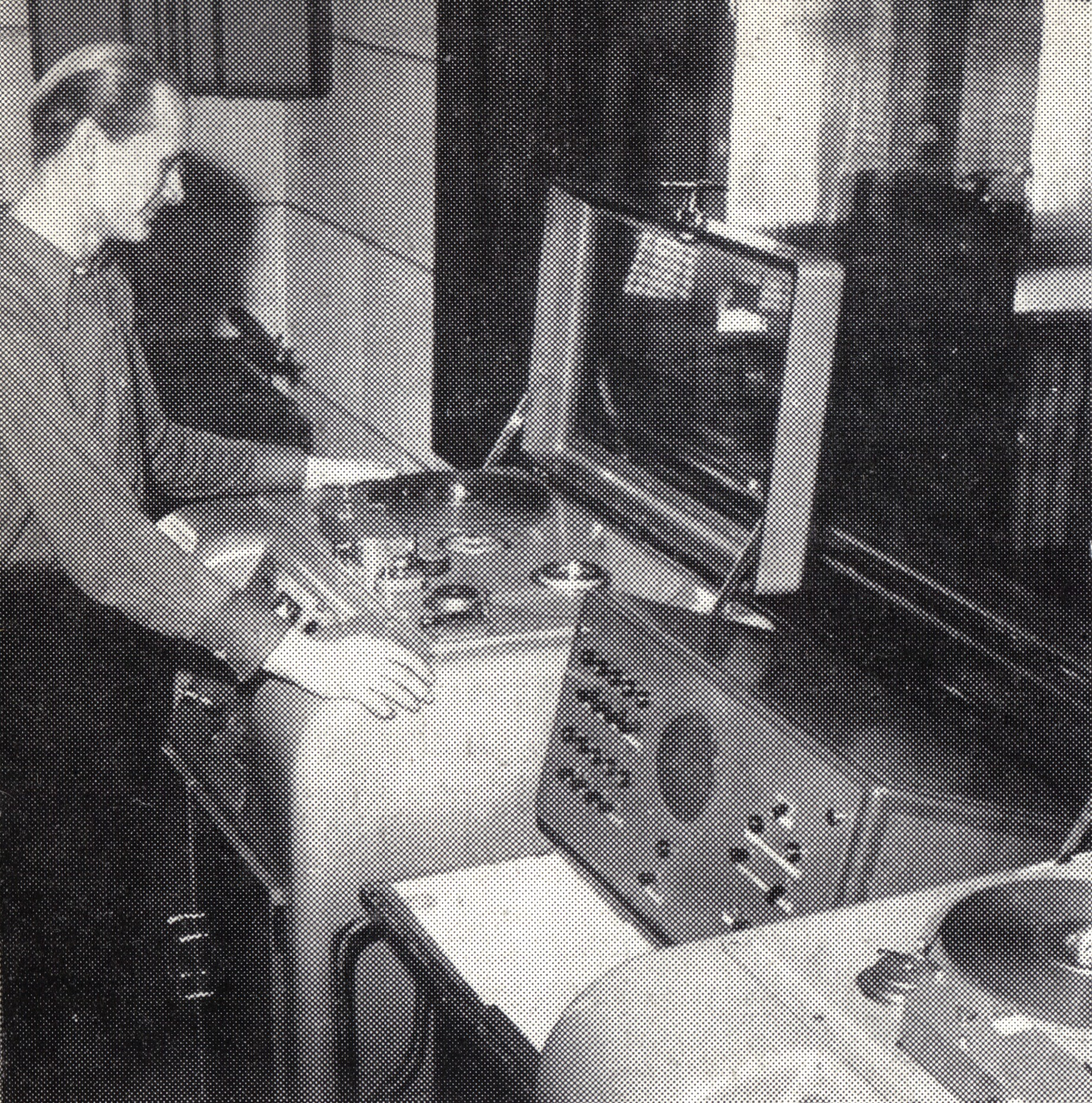
Estudios de grabación de Polskie Radio en Polonia, década de 1960.

Los principales periódicos fueron, tradicionalmente, las publicaciones diarias oficiales del Partido Comunista. Los periódicos servían como órgano de registro del partido principal y proporcionaba el plan de trabajo político oficial para los funcionarios y lectores que necesitaban estar informados. En algunos países, la prensa siempre fue una importante fuente de ingresos para los partidos comunistas gobernantes. La radio y la televisión estaban controlados por el Estado. La Agencia de Telégrafos de la Unión Soviética (TASS) era el organismo central para la recopilación y distribución de noticias internas e internacionales para todos los periódicos soviéticos, la radio y las cadenas de televisión. La TASS monopolizó el suministro de noticias políticas. Se infiltró con frecuencia por la inteligencia soviética y los organismos de seguridad, tales como el NKVD y el GRU. La TASS tenía filiales en 14 repúblicas soviéticas, incluidas Lituania, Letonia, Estonia, Moldavia, la Ucrania y Bielorrusia.

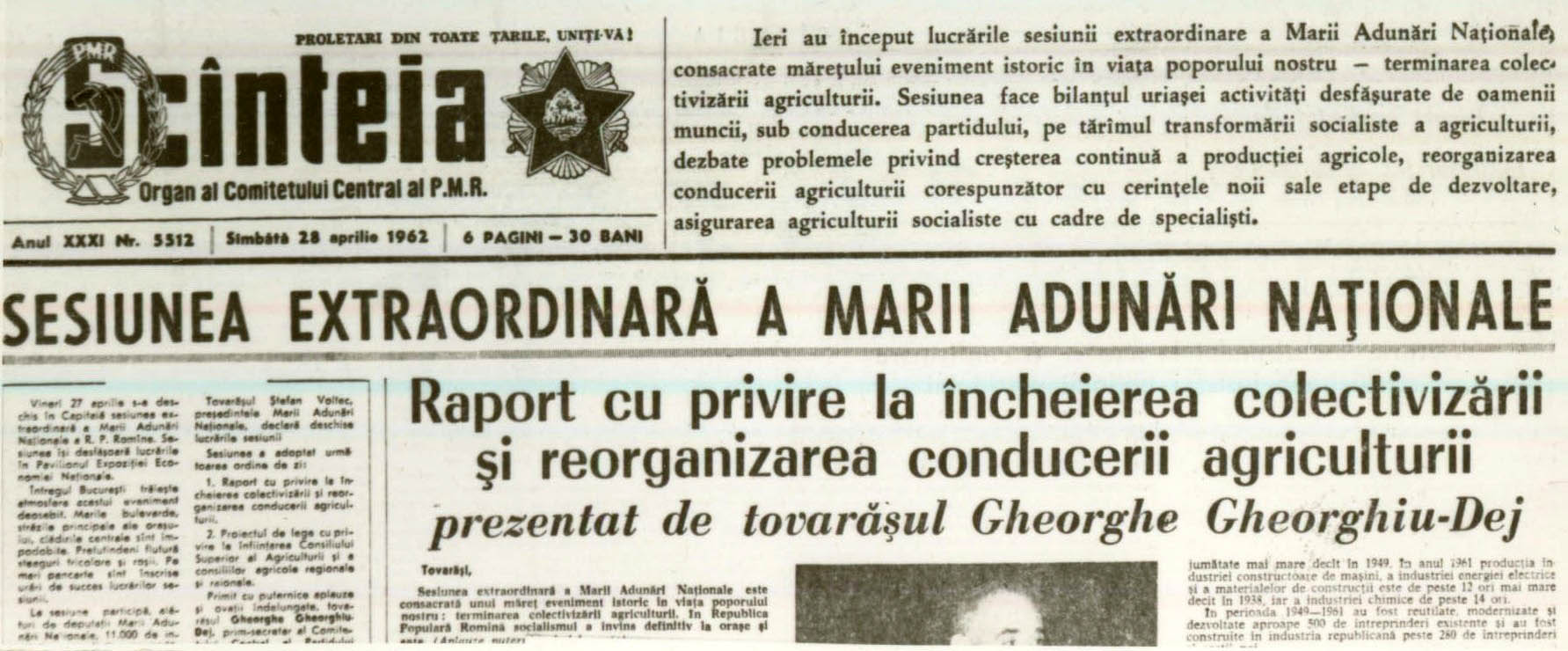
Cabecera del diario Scînteia, órgano del Partido Comunista rumano.

Pese a las similitudes en política exterior de la prensa, existían grandes diferencias en los roles y funciones de los medios de comunicación en los países del bloque del Este. Cuando a la prensa se le permitió más libertad, como en Polonia, Hungría y Yugoslavia, floreció un subtexto nacional y un importante elemento de entretenimiento. En algunos casos, los periódicos y las revistas servían como parte más visible de las fuerzas liberalizadoras, como en Polonia en 1956 y 1980-81, en Hungría en 1956 y en Checoslovaquia en 1968.
En muchos casos, hacia el final de la existencia del bloque del Este, los mensajes de los partidos gobernantes comunistas en la prensa eran cada vez más divergentes de la realidad, lo que contribuyó a la disminución de la confianza de los ciudadanos en el gobierno comunista. Al mismo tiempo, parte de la prensa del Bloque del Este comenzó una ligera apertura en la década de 1980 en países como Polonia, Hungría y Checoslovaquia. En Yugoslavia, la prensa después del reinado de Tito se volvió cada vez más nacionalista. Sólo en Rumania y Albania la prensa permaneció bajo estricto control dictatorial hasta el mismo fin del bloque del Este.
En Alemania del Este, donde el control inicial podría ser menos evidente debido a las normas comunes de ocupación aliadas, en el otoño de 1945, la Administración Militar Soviética en Alemania (SVAG) creó el Deutsche Verwaltung für Volksbildung (DVV) en la Zona de ocupación soviética. La SVAG y el DVV controlaron y aprobaron todas las licencias necesarias para la publicación de periódicos, libros, revistas y otros materiales. Esos organismos también proporcionaban las prioridades editoriales y asignaba el papel a aquellas publicaciones de acuerdo con esas prioridades. La SVAG inicialmente autorizó algunas editoriales privadas que requerían el empleo de un mayor número de censores.

## Control del flujo de información exterior del Bloque del Este

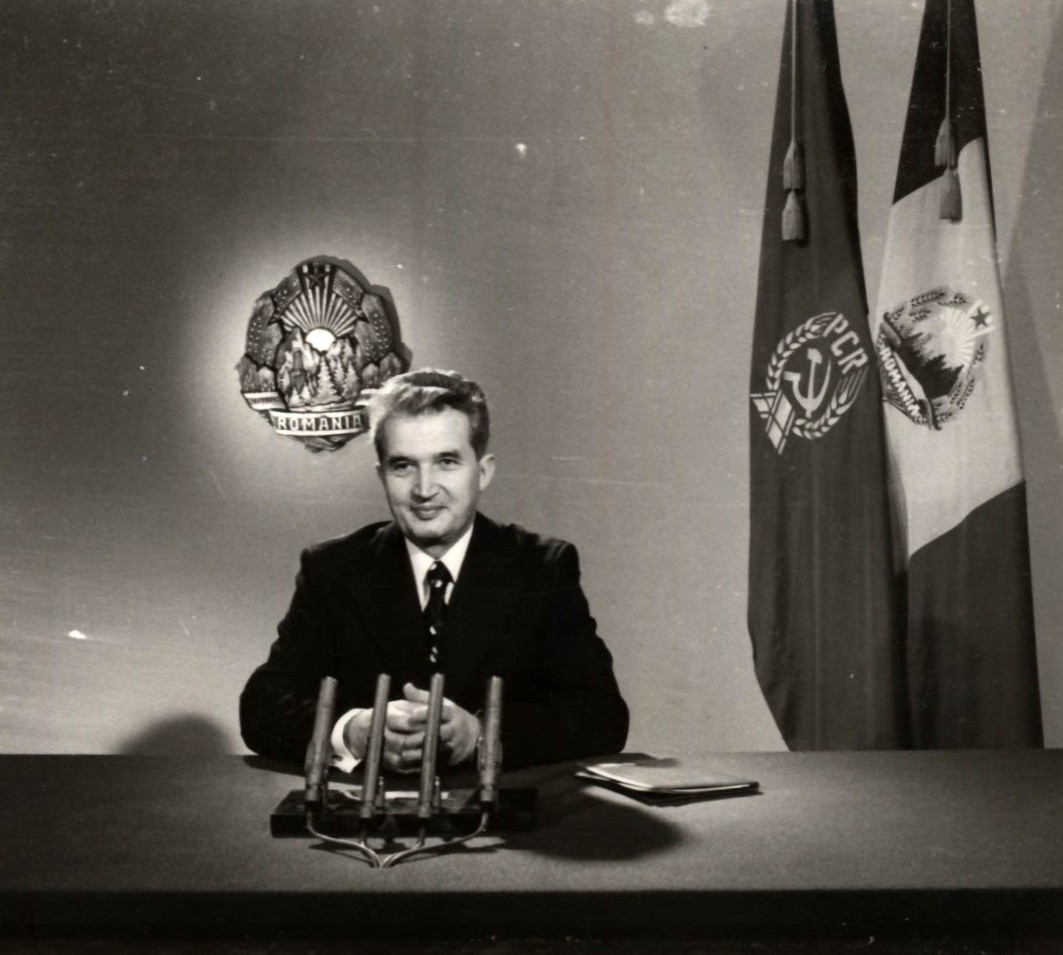
El presidente rumano Nicolae Ceaușescu en una de sus habituales apariciones en la televisión rumana.

A partir de 1935, Iósif Stalin selló el acceso externo a las Repúblicas Socialistas Soviéticas hasta el momento de su muerte y no permitió viajar al extranjero a los ciudadanos de la Unión Soviética, de tal manera que desde el exterior no había conocimiento de los procesos políticos que tenían lugar en el interior del país. Durante este período y hasta 25 años después de la muerte de Stalin, los pocos diplomáticos y corresponsales extranjeros a los que les fue permitido su acceso a la Unión Soviética estaban restringidos, por lo general, a unos pocos kilómetros de Moscú, sus teléfonos estaban intervenidos, sus residencias sólo podían ser de ciudadanos extranjeros y fueron vigilados constantemente por las autoridades soviéticas. Los disidentes que se acercaron a dichos extranjeros fueron arrestados. Durante muchos años después de la Segunda Guerra Mundial, incluso los extranjeros mejor informados no sabían el alcance real de ciudadanos soviéticos detenidos o ejecutados o, en el caso de serlo, cuán negativa había sido la economía soviética ese año.
Del mismo modo, los regímenes en Rumania controlaron cuidadosamente las visitas de los extranjeros con el fin de restringir el flujo de información que salía de —y hacia— Rumania. En consecuencia, las actividades en Rumania se mantuvieron, hasta finales de 1960, en gran parte desconocidas para el exterior. Como resultado, hasta el año 1990, apareció muy poca información en Occidente con respecto a los campos de trabajo y de prisiones en Rumania. Cuando esta información aparecía era, por lo general, en publicaciones de emigrados rumanos. La Securitate, policía secreta de Rumania, fue capaz de suprimir la filtración de la información hacia Occidente sobre la oposición al régimen. La Albania estalinista, que se había vuelto cada vez más paranoica y aislada después de la desestalinización y la muerte de Mao Zedong, limitó a 6.000 los visitantes por año y mantuvo aislados a los pocos que viajaron a Albania.